# Gouvernement Novorossiejsk
Het gouvernement Novorossiejsk (Russisch: Новороссийская губерния, Novorossijskaja goebernija) was een gouvernement (goebernija) van het keizerrijk Rusland. Het gouvernement bestond met korte tussenpozen van 1764 tot 1802. Het administratieve centrum, Fort St. Elizabeth (Kropyvnytsky), was bedoeld om de zuidelijke grensgebieden te beschermen tegen het Ottomaanse Rijk. In 1765 verplaatste de hoofdstad naar Krementsjoek en van 1797 tot 1802 naar Jekaterinoslav (Dnipro).
Het gouvernement zou als landhoofd dienen in de Russisch-Turkse Oorlog. De voorbereidingen waren strategisch succesvol, omdat de Russen een goede uitgangspositie hadden. De Russen wonnen de oorlog en veroverden het gebied tot de Zwarte Zee. Dit gebied zou bekend komen te staan als Nieuw-Rusland. In 1802 werd het gouvernement opgesplitst tussen Jekaterinoslav, Taurida en Nikolajev.

## Gouverneurs
- 1789–1794 Vasilij Kakhovski
- 1795–1796 Josif Khorvat
- 1797–1800 Ivan Seletski
- 1800–1801 Ivan Nikolajev
- 1801–1802 Mikhail Miklasjevski